# Guerra bizantino-sasánida (572-591)
La Guerra bizantino-sasánida de 572-591 fue una guerra librada entre el Imperio Sasánida de Persia y el Imperio Romano de Oriente, llamado por los historiadores modernos como el Imperio Bizantino. Fue provocada por revueltas probizantinas en áreas del Cáucaso bajo la hegemonía persa que culminaban un periodo de tensa tregua entre ambos imperios con diferentes desavenencias entre sus estados clientes. 
La lucha se limitó en gran medida al sur del Cáucaso y Mesopotamia, aunque también se extendió al este de Anatolia, Siria y el norte de Irán. Formó parte de una intensa secuencia de guerras entre estos dos imperios que ocuparon la mayor parte del siglo VI y principios del VII. También fue la última de las muchas guerras entre ellos en seguir un patrón en el que la lucha se limitó en gran medida a las provincias fronterizas y ninguna de las partes logró una ocupación duradera del territorio enemigo más allá de esta zona. Precedió un conflicto final mucho más amplio y dramático a principios del siglo VII .

## Estallido de la guerra
Menos de una década después del tratado de paz firmado en 562, las tensiones aumentaron en todos los puntos de intersección entre las esferas de influencia de los dos imperios, como sucedió antes cuando estalló la guerra en los años 520. En 568–569, los bizantinos se comprometieron con los gokturks a una alianza contra Persia; en 570, los sasánidas invadieron Yemen, expulsando a los aliados de los bizantinos, los aksumitas, y restauraron el reino Himyarita como un estado cliente; en 570 y 571, los clientes árabes de los sasánidas, los lájmidas, lanzaron razias en territorio bizantino, aunque en ambas ocasiones fueron derrotados por los gasánidas, clientes de los bizantinos, y en 570, los bizantinos firmaron un acuerdo secreto para apoyar una rebelión armenia contra los sasánidas que comenzó en 571 acompañada por otra revuelta en Iberia.
A principios de 572, los armenios de Vardan II Mamikonian derrotaron al gobernador persa de Armenia y capturaron su cuartel general en Dvin. Los persas pronto retomaron la ciudad, pero poco después fue capturada nuevamente por fuerzas combinadas armenias y bizantinas, comenzando las hostilidades directas entre bizantinos y persas. A pesar de las frecuentes revueltas en el siglo V, durante las guerras anteriores del siglo VI los armenios se habían mantenido leales a sus señores sasánidas a diferencia de sus vecinos y compañeros cristianos en Iberia y Lázica. Al unirse a los íberos, lazi y bizantinos en una coalición de pueblos cristianos de la región, los armenios cambiaron drásticamente el equilibrio de poder en el Cáucaso, ayudando a las fuerzas bizantinas a llevar la guerra más profundamente al territorio persa de lo que antes había sido posible en este frente: a lo largo de la guerra, las fuerzas bizantinas pudieron llegar hasta Albania (actual Azerbaiyán) e incluso invernaron allí.

## Caída de Dara
En Mesopotamia, sin embargo, la guerra comenzó desastrosamente para los bizantinos. Después de una victoria en Sargathon en 573, pusieron sitio a Nisibis, el principal baluarte defensivo de la frontera persa, y aparentemente estuvieron a punto de capturarla cuando el abrupto despido de su general Marciano condujo a una retirada desordenada. Aprovechándose de la confusión bizantina, las fuerzas sasánidas bajo Cosroes I (r. 531–579) contraatacaron rápidamente y rodearon Dara, capturando la ciudad después de un sitio de cuatro meses. Al mismo tiempo, un ejército persa más pequeño bajo Adarmahan devastó Siria, saqueando Apamea y otras ciudades. Sólo fueron rechazados en Siria por una torpe defensa bizantina cerca de Antioquía. Para empeorar las cosas, en 572 el emperador bizantino Justino II (r. 565-578) había ordenado el asesinato del rey gasánida al-Mundhir III. Como resultado del infructuoso intento de asesinato, al-Mundhir rompió su alianza con los bizantinos, dejando expuesta su frontera del desierto.
La caída de Dara, el principal bastión bizantino en Mesopotamia, supuestamente llevó a Justino II a la locura y el control del Imperio bizantino pasó a su esposa Sofía y a Tiberio Constantino. Los nuevos regentes acordaron pagar 45.000 nomismata por una tregua de un año, y posteriormente ese año fue extendido a tres, garantizados por un pago anual de 30.000 nomismata. Sin embargo, estas treguas se aplicaban solo al frente mesopotámico mientras la guerra continuaba en el Cáucaso.

## La última campaña de Cosroes I
En 575, los bizantinos lograron resolver sus diferencias con los gasánidas. La renovación de su alianza rindió frutos dramáticos de inmediato cuando los gasánidas saquearon la capital lájmida en Hira. En el mismo año, las fuerzas bizantinas aprovecharon la situación favorable en el Cáucaso para hacer campaña en la Albania caucásica y asegurar rehenes de las tribus nativas. En 576, Cosroes emprendió la que iba a ser su última campaña y una de sus más ambiciosas, organizando un ataque de largo alcance a través del Cáucaso hacia Anatolia, que los ejércitos persas no habían alcanzado desde la época de Sapor I (r. 240-270). Sus intentos de atacar Teodosiópolis y Caesarea fueron frustrados, pero logró saquear Sebasteia antes de retirarse. En el camino a casa, fue interceptado y severamente derrotado cerca de Melitene por Justiniano, el magister militum de Oriente; saqueando la ciudad indefensa de Melitene mientras huían, su ejército sufrió más pérdidas pesadas cuando cruzaron el Éufrates bajo el ataque bizantino. Según se informa, Cosroes estaba tan conmovido por este fiasco y su propia escapatoria que estableció una ley que prohibió a cualquiera de sus sucesores liderar un ejército en persona, a menos que se enfrentará a otro monarca que también hiciera campaña en persona. Los bizantinos explotaron el desorden persa al atacar la Albania caucásica y Azerbaiyán, realizando incursiones en el mar Caspio contra el norte de Irán, invernando en territorio persa y continuando sus ataques en el verano de 577. Cosroes pidió entonces la paz, pero una victoria en Armenia de su general Tamkhosrau sobre su reciente némesis Justiniano endureció su resolución y la guerra continuó.

## La guerra vuelve a Mesopotamia
En 578, la tregua en Mesopotamia llegó a su fin y el foco principal de la guerra se desplazó a ese frente. Después de las incursiones persas en Mesopotamia, el nuevo magister militum de Oriente Mauricio dirigió incursiones a ambos lados del Tigris, capturó la fortaleza de Aphumon y saqueando Singara. Cosroes volvió a buscar la paz en 579, pero murió antes de que se alcanzara un acuerdo y su sucesor, Hormizd IV (r. 579–590) interrumpió las negociaciones. En 580, los gasánidas obtuvieron otra victoria sobre los lájmidas , mientras que las incursiones Bizantinas penetraron nuevamente al este del Tigris. Sin embargo, en esta época el futuro Cosroes II fue puesto a cargo de la situación en Armenia, donde logró convencer a la mayoría de los líderes rebeldes para que regresaran a la lealtad a Sasánida, aunque Iberia permaneció leal a los bizantinos. Al año siguiente, una campaña ambiciosa a lo largo del Éufrates por las fuerzas bizantinas bajo la dirección de Mauricio no logró avanzar, mientras que los persas bajo Adarmahan montaron una campaña devastadora en Mesopotamia. Mauricio y al-Mundhir se culparon mutuamente por estas dificultades, y sus recriminaciones mutuas llevaron al arresto de al-Mundhir en el año siguiente por sospecha de traición, lo que desencadenó una guerra entre bizantinos y Ghassanidas y marcó el comienzo del fin del reino de Gasánida.

## Estancamiento
En 582, después de una victoria en Constantina sobre Adarmahan y Tamkhosrau en la que fue asesinado este último, Mauricio fue aclamado emperador tras la muerte de Tiberio II Constantino (r. 574-582). La ventaja obtenida en Constantina se perdió más tarde cuando su sucesor como magister militum de Oriente fue derrotado en el río Nymphios por Kardarigan. A mediados de los años 580, la guerra continuó de manera inconclusa a través de redadas y contra-incursiones, salpicadas por conversaciones de paz; el único choque significativo fue una victoria bizantina en la Batalla de Solacón en 586.
El arresto por los bizantinos del sucesor de al-Mundhir, al-Nu'man, en 584 condujo a la fragmentación del reino Gasánida, que se convirtió en una coalición tribal libre y nunca recuperó su antiguo poder. En 588, un motín de las tropas bizantinas no pagadas contra su nuevo comandante, Prisco, pareció ofrecer a los sasánidas la oportunidad de un gran avance, pero los mismos amotinados rechazaron la ofensiva persa subsiguiente; después de una derrota posterior en Tsalkajur, los bizantinos obtuvieron otra victoria en Martyropolis. Durante este año, un grupo de prisioneros capturados durante el sitio de Dara 15 años antes, escaparon de su prisión en Juzestan y lucharon para regresar al territorio bizantino.

## Guerra civil en Persia
En 589, el curso de la guerra se transformó abruptamente. En primavera, la disputa salarial bizantina se resolvió, lo que puso fin al motín, pero Martyropolis cayó ante los persas a través de la traición de un oficial llamado Sittas y los intentos bizantinos de recuperarla fracasaron, aunque salieron victoriosos en una batalla en Sisauranon más tarde y lograron capturar a su comandante, Bleschames. Mientras tanto, en el Cáucaso, las ofensivas bizantinas e ibéricas fueron rechazadas por el general persa Bahram Chubin, quien había sido transferido recientemente del frente de Asia Central, donde había llevado a una guerra contra los gokturks a una conclusión exitosa. Sin embargo, después de que fue derrotado por los bizantinos bajo Romano en el río Araxes, Bahram fue rechazado desdeñosamente por Hormizd IV. El general, enfurecido por esta humillación, levantó una revuelta que pronto ganó el apoyo de gran parte del ejército sasánida. Alarmado por su avance, en 590 miembros de la corte persa derrocaron y mataron a Hormizd, elevando a su hijo al trono como Cosroes II (r. 590–628). Bahram siguió adelante con su revuelta y el derrotado Cosroes pronto se vio obligado a huir por seguridad al territorio bizantino, mientras que Bahram tomó el trono como Bahram VI, marcando la primera interrupción del gobierno de la dinastía Sasánida desde la fundación de su imperio. Con el apoyo de Mauricio, Cosroes se dispuso a recuperar su trono, ganando el apoyo del ejército persa principal en Nisibis y devolviendo Martyropolis a sus aliados bizantinos. A principios de 591, un ejército enviado por Bahram fue derrotado por los partidarios de Cosroes cerca de Nisibis, y Ctesifonte fue posteriormente tomado por Mahbodh, seguidor de Cosroes. Habiendo restaurado Dara al control bizantino, Cosroes y el magister militum de Oriente Narsés dirigió un ejército combinado de tropas bizantinas y persas de Mesopotamia a Azerbaiyán para enfrentar a Bahram, mientras que un segundo ejército bizantino bajo el magister militum de Armenia organizó un movimiento de pinzas desde el norte. En la Batalla de Blarathon, cerca de Ganzak, derrotaron decisivamente a Bahram, restaurando en el poder a Cosroes y poniendo fin a la guerra.

## Secuelas
Habiendo jugado un papel vital en la restauración de Cosroes II al trono, los bizantinos quedaron en una posición dominante en sus relaciones con Persia. Cosroes no solo devolvió Dara y Martyropolis a cambio de la ayuda de Mauricio, sino que también acordó una nueva partición del Cáucaso mediante la cual los sasánidas entregaron a los bizantinos muchas ciudades, incluyendo Tigranocerta, Manzikert, Baguana, Valarsakert, Bagaran, Vardkesavan, Ereván, Ani, Kars y Zarishat. La parte occidental del Reino de Iberia, incluidas las ciudades de Ardahan, Lori, Dmanisi, Lomsia, Mtsjeta y Tontio se convirtieron en dependencias bizantinas. Además, la ciudad de Cytaea fue entregada a Lazica, también una dependencia bizantina. Así, el alcance del control bizantino efectivo en el Cáucaso alcanzó su cenit histórico. Además, a diferencia de las anteriores treguas y tratados de paz, que generalmente involucraban que los bizantinos hicieran pagos monetarios por la paz, por el retorno de los territorios ocupados o por una contribución a la defensa del paso del Cáucaso, en esta ocasión no se incluyeron tales pagos. Marcando un cambio importante en el equilibrio de poder. El emperador Mauricio estuvo incluso en condiciones de superar las omisiones de sus predecesores en los Balcanes mediante campañas extensas. Sin embargo, esta situación pronto se volcó dramáticamente, ya que la alianza entre Mauricio y Cosroes ayudó a desencadenar una nueva guerra solo once años después, con resultados catastróficos para ambos imperios.